# Werner Teske

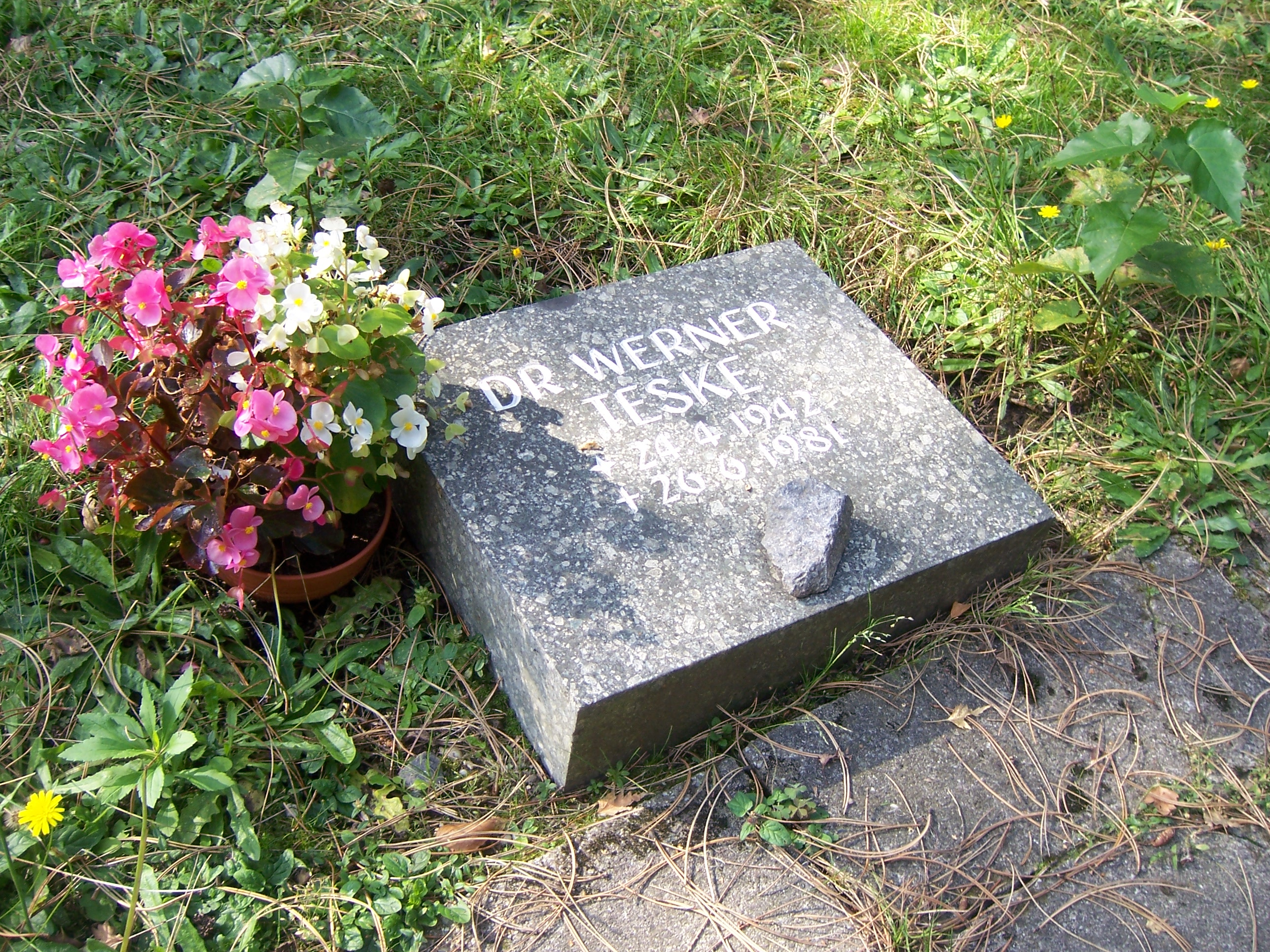
Grabplatte für Werner Teske auf dem Südfriedhof in Leipzig

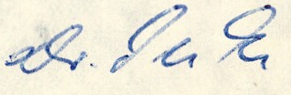
Unterschrift

Werner Siegfried Teske (* 24. April 1942 in Berlin; † 26. Juni 1981 in Leipzig) war ein Hauptmann des Ministeriums für Staatssicherheit (MfS) der DDR, der 1981 rechtswidrig wegen angeblich vollendeter Spionage und versuchter Fahnenflucht zum Tode verurteilt und hingerichtet wurde. Dies war die letzte Vollstreckung eines Todesurteils in der DDR und auf deutschem Boden.

## Studium und Beruf
Werner Teske studierte an der Humboldt-Universität zu Berlin Finanzökonomie. Er war anschließend dort als wissenschaftlicher Assistent und Oberassistent tätig und wurde 1969 promoviert. 1967 warb ihn das MfS an, ab 1969 arbeitete er hauptamtlich für dessen Hauptverwaltung A in der Wissenschaftsspionage im westlichen Ausland.

## Strafverfahren und Hinrichtung
Ab Mitte der 1970er Jahre entwickelte Teske erhebliche Zweifel am politischen System der DDR und seiner Aufgabe darin. Er spielte mit dem Gedanken, sich in die Bundesrepublik abzusetzen, und brachte als mögliche Mitgift für den Frontwechsel über Jahre hinweg geheime Unterlagen nach Hause. Aufgrund des Überlaufens des MfS-Offiziers Werner Stiller in die Bundesrepublik 1979 wurden innerhalb des MfS die Sicherheitsmaßnahmen deutlich erhöht. Auch Teske wurde überprüft. Neben einem völlig chaotischen Inhalt seines Panzerschrankes, der eine Inventur der als geheim eingestuften Dokumente praktisch unmöglich machte, kamen auch Unregelmäßigkeiten bei der Weitergabe von MfS-Geldern an Informanten zu Tage. Erst später stellte sich die Summe der veruntreuten Operativgelder (20.244,50 DM und 21.478,- DDR-Mark) heraus. Unter einem Vorwand wurde Teske am Abend des 4. September 1980 in ein konspiratives Objekt des MfS verbracht. Man führte dort jedoch zunächst nur eine interne Ermittlung bis zum 11. September durch. Als Teskes Wohnung durchsucht wurde, fand das MfS auch die von Teske entwendeten Akten in den von ihm preisgegebenen Verstecken in einem unerwarteten Umfang. Er gestand am 11. September gegen 2:00 Uhr morgens, 1978 über eine Flucht in die Bundesrepublik nachgedacht zu haben.
In einem auch innerhalb des MfS geheimgehaltenen Prozess vor dem 1. Militärstrafsenat des Obersten Gerichtes der DDR wurde Teske – selbst nach DDR-Recht rechtswidrig – wegen vollendeter Spionage in einem besonders schweren Fall in Tateinheit mit Fahnenflucht und „ungesetzlichem Grenzübertritt“ angeklagt und, obwohl die ihm zur Last gelegten Taten eindeutig nicht vollendet waren und das DDR-Strafrecht die Todesstrafe nur für vollendete Delikte vorsah, am 12. Juni 1981 zur Höchststrafe verurteilt. Hintergrund für die Härte dieses Urteils war nicht zuletzt die erfolgreiche Flucht Stillers, da man Nachahmer abschrecken wollte. Nach Ablehnung seines Gnadengesuchs durch Honecker wurde Teske in die Strafvollzugseinrichtung Leipzig (Alfred-Kästner-Straße) überführt. In deren zur Zentralen Hinrichtungsstätte der DDR umgebauten Hausmeisterwohnung wurde das Urteil vom letzten Henker der DDR, dem Abteilungsleiter der Strafvollzugseinrichtung Leipzig, Hermann Lorenz, mittels einer Pistole vom Typ Walther P38 mit aufgesetztem Schalldämpfer durch Genickschuss vollstreckt. Der Todesschuss erfolgte, wie in der DDR nach Abschaffung der Guillotine im Jahr 1968 üblich, von hinten und ohne Vorwarnung unmittelbar nach Betreten des Vollstreckungsraumes („unerwarteter Nahschuss“). Dort hatte der Staatsanwalt Teske zuvor lediglich mitgeteilt: „Das Gnadengesuch ist abgelehnt. Ihre Hinrichtung steht unmittelbar bevor.“
Die Leiche wurde anschließend in das Krematorium auf dem Leipziger Südfriedhof gebracht und dort eingeäschert.
Die Hinrichtung Teskes wurde auch innerhalb des MfS streng geheim gehalten. Auch gegenüber den engsten Familienangehörigen gab man keinerlei Informationen preis. Einem Verwandten, der nach Teske suchte, erklärte das MfS, er sei bei einem Unfall ums Leben gekommen, und verbot weitere Nachforschungen. Teskes Witwe Sabine und ihre Tochter mussten aus Ost-Berlin wegziehen; beide erhielten eine neue Identität und wurden verpflichtet, über die Umstände des Todes von Werner Teske sowie über ihre Vergangenheit zu schweigen.
- Einlieferungsanzeige vom 11. September 1980

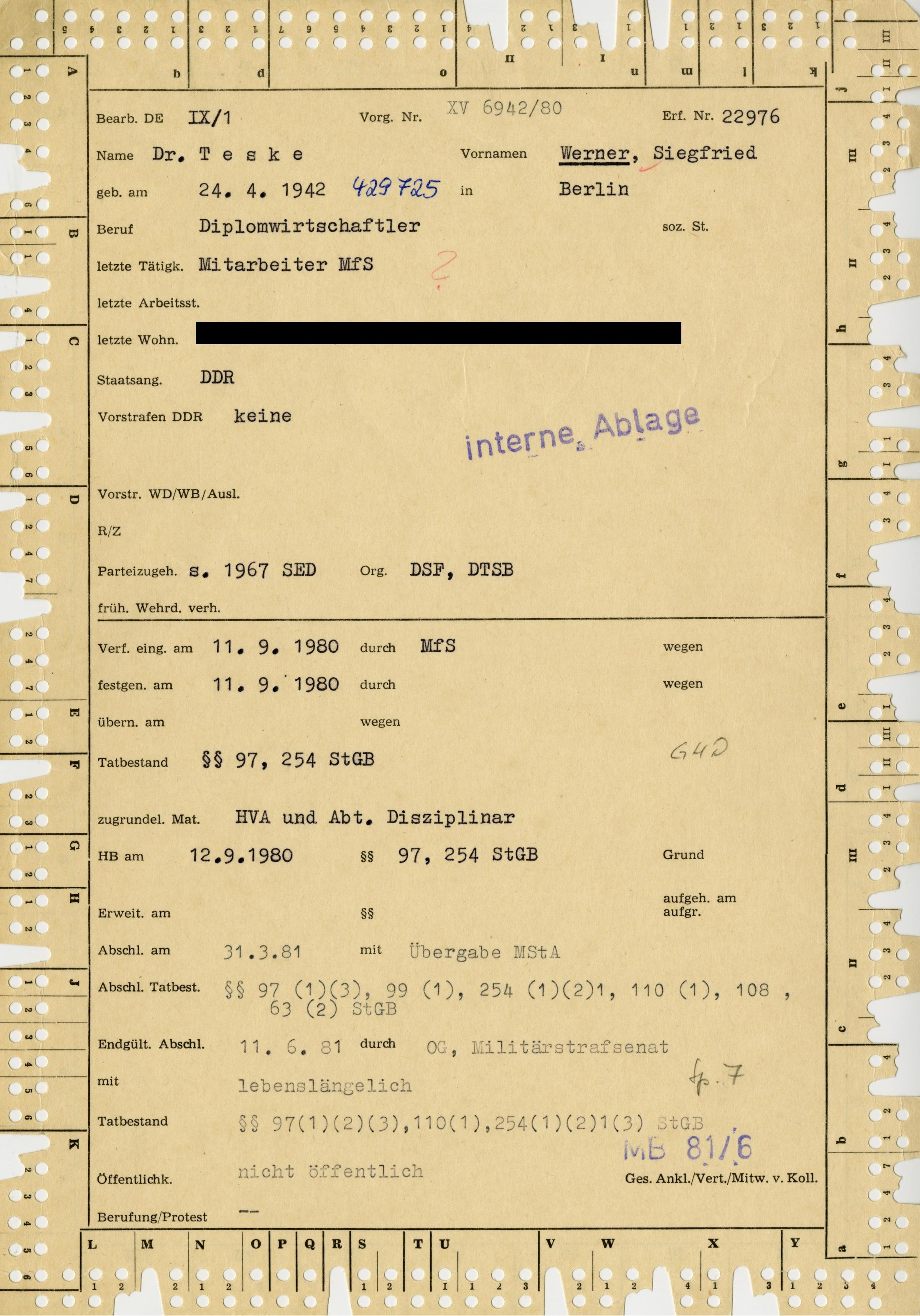
Kerblochkartei vom 11. Juni 1981, auf der eine lebenslange Haftstrafe vermerkt ist
- Todesurteil gegen Teske vom 12. Juni 1981
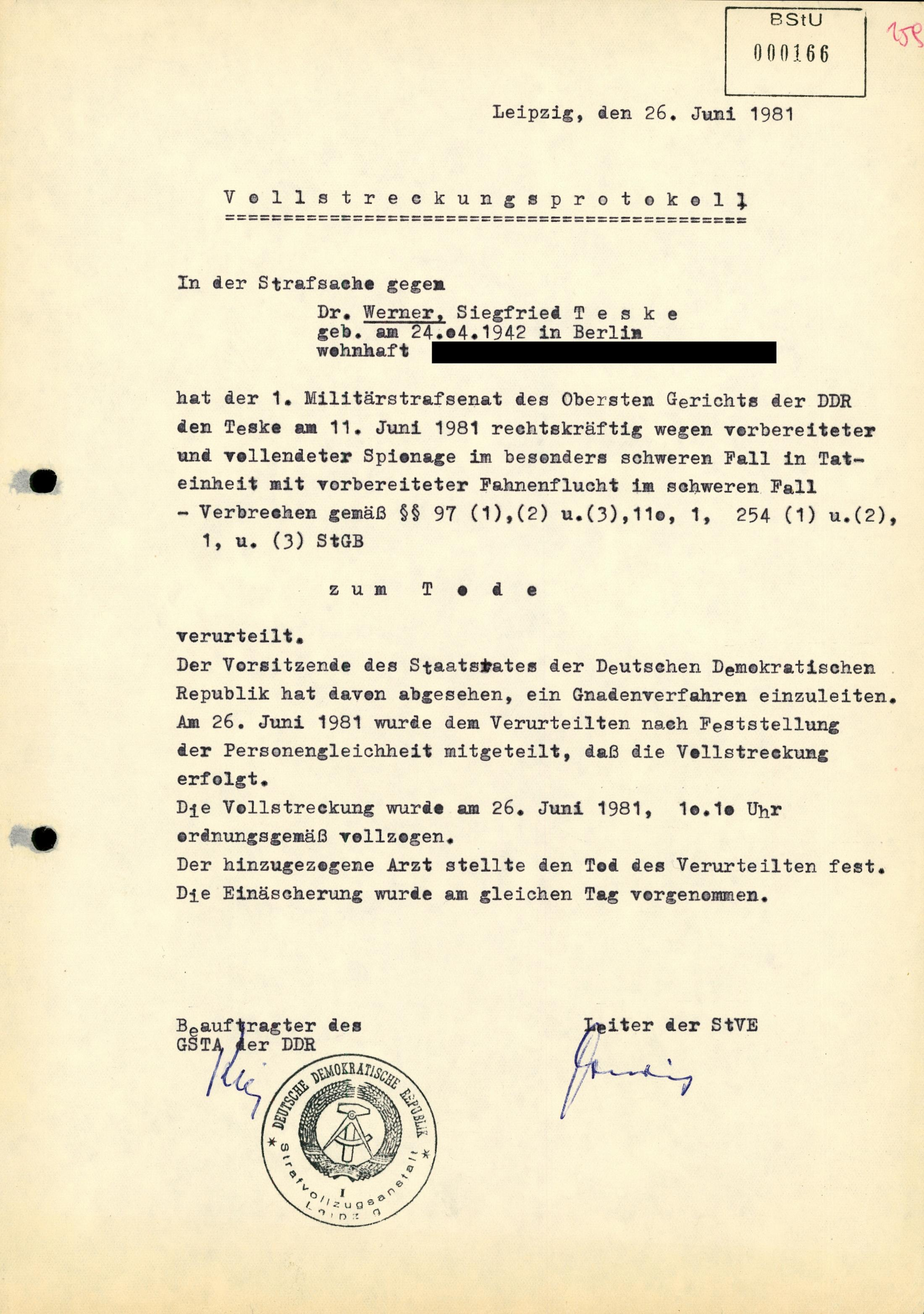
Protokoll zur Vollstreckung der Todesstrafe an Teske am 26. Juni 1981

## Rehabilitierung
Das Urteil gegen Teske wurde 1993 nach dem Strafrechtlichen Rehabilitierungsgesetz aufgehoben, da es mit rechtsstaatlichen Prinzipien nicht vereinbar war. Daraufhin verurteilte 1998 das Berliner Landgericht den DDR-Militärrichter Karl-Heinz Knoche und den Militärstaatsanwalt Heinz Kadgien, die an dem Todesurteil gegen Teske sowie 1979 am Todesurteil im Falle des MfS-Majors Gert Trebeljahr verantwortlich mitwirkten, wegen Totschlags und Rechtsbeugung beziehungsweise Beihilfe zu vier Jahren Haft. Das Urteil erhielt mit einer Entscheidung des Bundesgerichtshofes 1999 Rechtskraft. Begründet wurden die Verurteilungen beider Juristen damit, dass die ursprüngliche Entscheidung selbst nach dem damals gültigen DDR-Recht völlig unverhältnismäßig gewesen sei, da Teskes Planungen zu keinem Zeitpunkt über das Versuchsstadium hinausgekommen waren. Mit diesem Argument hatte auch Teskes Verteidiger vergeblich versucht, das Todesurteil abzuwenden.

## Film
Das Filmdrama Nahschuss aus dem Jahr 2021 ist von der Lebensgeschichte Werner Teskes inspiriert.